# فهرست شهرستان‌های اکلاهما
فهرست شهرستان‌های اکلاهما (به انگلیسی: List of counties in Oklahoma)
| شهرستان   | FIPS code | مرکز شهرستان | تأسیس | جمعیت   | مساحت          | نقشه |
| --------- | --------- | ------------ | ----- | ------- | -------------- | ---- |
| ادیر      | ۰۰۱       | استیلول      | ۱۹۰۷  | ۲۲۶۸۳   | ۵۷۶ مایل‌مربع   |      |
| الفالفا   | ۰۰۳       | چرکی         | ۱۹۰۷  | ۵۶۴۲    | ۸۶۷ مایل‌مربع   |      |
| اتوکا     | ۰۰۵       | اتوکا        | ۱۹۰۷  | ۱۴۱۸۲   | ۹۷۸ مایل‌مربع   |      |
| بیور      | ۰۰۷       | بیور         | ۱۸۹۰  | ۵۶۳۶    | ۱٬۸۱۴ مایل‌مربع |      |
| بکهام     | ۰۰۹       | سیر          |       | ۲۲۱۱۹   | ۹۰۲ مایل‌مربع   |      |
| بلین      | ۰۱۱       | واتونگا      | ۱۸۹۰  | ۱۱۹۴۳   | ۹۲۹ مایل‌مربع   |      |
| برایان    | ۰۱۳       | درنت         | ۱۹۰۷  | ۴۲۴۱۶   | ۹۰۹ مایل‌مربع   |      |
| کدو       | ۰۱۵       | انادارکو     | ۱۹۰۱  | ۲۹۶۰۰   | ۱٬۲۷۸ مایل‌مربع |      |
| کانادا    | ۰۱۷       | ال رنو       | ۱۹۰۱  | ۱۱۵۵۴۱  | ۹۰۰ مایل‌مربع   |      |
| کارتر     | ۰۱۹       | آردمر        | ۱۹۰۷  | ۴۷۵۵۷   | ۸۲۴ مایل‌مربع   |      |
| چروکی     | ۰۲۱       | تاهلکواه     | ۱۹۰۷  | ۴۶۹۸۷   | ۷۵۱ مایل‌مربع   |      |
| چاکتاو    | ۰۲۳       | هیوگو        | ۱۹۰۷  | ۱۵۲۰۵   | ۷۷۴ مایل‌مربع   |      |
| سیمران    | ۰۲۵       | بویزی سیتی   | ۱۹۰۷  | ۲۴۷۵    | ۱٬۸۳۵ مایل‌مربع |      |
| کلیولند   | ۰۲۷       | نورمن        | ۱۸۹۰  | ۲۵۵۷۵۵  | ۵۳۶ مایل‌مربع   |      |
| کول       | ۰۲۹       | کوالگات      | ۱۹۰۷  | ۵۹۲۵    | ۵۱۸ مایل‌مربع   |      |
| کومانچی   | ۰۳۱       | لتن          | ۱۹۰۷  | ۱۲۴۰۹۸  | ۱٬۰۶۹ مایل‌مربع |      |
| کاتن      | ۰۳۳       | ولترز        | ۱۹۱۲  | ۶۱۹۳    | ۶۳۷ مایل‌مربع   |      |
| کریگ      | ۰۳۵       | وینیتا       | ۱۹۰۷  | ۱۵۰۲۹   | ۷۶۱ مایل‌مربع   |      |
| کریک      | ۰۳۷       | سپالپا       | ۱۹۰۷  | ۶۹۹۶۷   | ۹۵۶ مایل‌مربع   |      |
| کاستر     | ۰۳۹       | آرپاهو       | ۱۸۹۱  | ۲۷۴۶۹   | ۹۸۷ مایل‌مربع   |      |
| دلاویر    | ۰۴۱       | جی           | ۱۹۰۷  | ۴۱۴۸۷   | ۷۴۱ مایل‌مربع   |      |
| دووی      | ۰۴۳       | تالوگا       | ۱۸۹۲  | ۴۸۱۰    | ۱٬۰۰۰ مایل‌مربع |      |
| الیس      | ۰۴۵       | آرنت         | ۱۹۰۷  | ۴۱۵۱    | ۱٬۲۲۹ مایل‌مربع |      |
| گارفیلد   | ۰۴۷       | اینید        | ۱۸۹۳  | ۶۰۵۸۰   | ۱٬۰۵۸ مایل‌مربع |      |
| گاروین    | ۰۴۹       | پل ولی       | ۱۹۰۷  | ۲۷۵۷۶   | ۸۰۹ مایل‌مربع   |      |
| گریدی     | ۰۵۱       | چیکشی        | ۱۹۰۷  | ۵۲۴۳۱   | ۱٬۱۰۱ مایل‌مربع |      |
| گرانت     | ۰۵۳       | مدفرد        | ۱۸۹۲  | ۴٬۵۲۷   | ۱٬۰۰۱ مایل‌مربع |      |
| گریر      | ۰۵۵       | مانگوم       | ۱۸۹۶  | ۶٬۲۳۹   | ۶۳۹ مایل‌مربع   |      |
| هارمون    | ۰۵۷       | هولیس        | ۱۹۰۹  | ۲٬۹۲۲   | ۵۳۸ مایل‌مربع   |      |
| هارپر     | ۰۵۹       | بوفالو       | ۱۹۰۹  | ۳٬۶۸۵   | ۱٬۰۳۹ مایل‌مربع |      |
| هسکل      | ۰۶۱       | استیگلر      | ۱۹۰۷  | ۱۲٬۷۶۹  | ۵۷۷ مایل‌مربع   |      |
| هیوز      | ۰۶۳       | هولدنویل     | ۱۹۰۷  | ۱۴٬۰۰۳  | ۸۰۷ مایل‌مربع   |      |
| جکسون     | ۰۶۵       | آلتوس        | ۱۹۰۷  | ۲۶٬۴۴۶  | ۸۰۳ مایل‌مربع   |      |
| جفرسون    | ۰۶۷       | واوریکا      | ۱۹۰۷  | ۶٬۴۷۲   | ۷۵۹ مایل‌مربع   |      |
| جانستون   | ۰۶۹       | تیشومینگو    | ۱۹۰۷  | ۱۰٬۹۵۷  | ۶۴۵ مایل‌مربع   |      |
| کی        | ۰۷۱       | نیوکیرک      | ۱۸۹۵  | ۴۶٬۵۶۲  | ۹۱۹ مایل‌مربع   |      |
| کینگ‌فیشر  | ۰۷۳       | کینگفیشر     | ۱۹۰۷  | ۱۵٬۰۳۴  | ۹۰۳ مایل‌مربع   |      |
| کیووا     | ۰۷۵       | هووبرت       | ۱۹۰۱  | ۹٬۴۴۶   | ۱٬۰۱۵ مایل‌مربع |      |
| لاتیمر    | ۰۷۷       | ویلبورتون    | ۱۹۰۷  | ۱۱٬۱۵۴  | ۷۲۲ مایل‌مربع   |      |
| لو فلور   | ۰۷۹       | پوتاو        | ۱۹۰۷  | ۵۰٬۳۸۴  | ۱٬۵۸۶ مایل‌مربع |      |
| لینکلن    | ۰۸۱       | چندلر        | ۱۸۹۱  | ۳۴٬۲۷۳  | ۹۵۹ مایل‌مربع   |      |
| لوگان     | ۰۸۳       | گاتری        | ۱۸۹۱  | ۴۱٬۸۴۸  | ۷۴۵ مایل‌مربع   |      |
| لاو       | ۰۸۵       | ماریتا       | ۱۹۰۷  | ۹٬۴۲۳   | ۵۱۵ مایل‌مربع   |      |
| میجر      | ۰۹۳       | فرویو        | ۱۹۰۹  | ۷٬۵۲۷   | ۹۵۷ مایل‌مربع   |      |
| مارشال    | ۰۹۵       | مادیل        | ۱۹۰۷  | ۱۵٬۸۴۰  | ۳۷۱ مایل‌مربع   |      |
| مایز      | ۰۹۷       | پریور کریک   | ۱۹۰۷  | ۴۱٬۲۵۹  | ۶۵۶ مایل‌مربع   |      |
| مک‌کلین    | ۰۸۷       | پرسل         | ۱۹۰۷  | ۳۴٬۵۰۶  | ۵۷۰ مایل‌مربع   |      |
| مک‌کرتین   | ۰۸۹       | ایدابل       | ۱۹۰۷  | ۳۳٬۱۵۱  | ۱٬۸۵۲ مایل‌مربع |      |
| مک‌اینتاش  | ۰۹۱       | ایوفلا       | ۱۹۰۷  | ۲۰٬۲۵۲  | ۶۲۰ مایل‌مربع   |      |
| مورای     | ۰۹۹       | سالفر        | ۱۹۰۷  | ۱۳٬۴۸۸  | ۴۱۸ مایل‌مربع   |      |
| ماسکووگی  | ۱۰۱       | ماسکووگی     | ۱۹۰۷  | ۷۰٬۹۹۰  | ۸۱۴ مایل‌مربع   |      |
| نوبل      | ۱۰۳       | پری          | ۱۸۹۷  | ۱۱٬۵۶۱  | ۷۳۲ مایل‌مربع   |      |
| نوواتا    | ۱۰۵       | نوواتا       | ۱۹۰۷  | ۱۰٬۵۳۶  | ۵۶۵ مایل‌مربع   |      |
| اوکفسکی   | ۱۰۷       | اوکما        | ۱۹۰۷  | ۱۲٬۱۹۱  | ۶۲۵ مایل‌مربع   |      |
| اکلاهما   | ۱۰۹       | اکلاهما سیتی | ۱۸۹۱  | ۷۱۸٬۶۳۳ | ۷۰۹ مایل‌مربع   |      |
| اوکمالگی  | ۱۱۱       | اوکمالگی     | ۱۹۰۷  | ۴۰٬۰۶۹  | ۶۹۷ مایل‌مربع   |      |
| اوسیج     | ۱۱۳       | پاوهوسکا     | ۱۹۰۷  | 47,472  | ۲٬۲۵۱ مایل‌مربع |      |
| اتاوا     | ۱۱۵       | میامی        | ۱۹۰۷  | ۳۱٬۸۴۸  | ۴۷۱ مایل‌مربع   |      |
| پانی      | ۱۱۷       | پانی         | ۱۸۹۷  | ۱۶٬۵۷۷  | ۵۷۰ مایل‌مربع   |      |
| پین       | ۱۱۹       | استیلواتر    | ۱۸۹۰  | ۴۵٬۸۳۷  | ۱٬۳۰۶ مایل‌مربع |      |
| پیتسبرگ   | ۱۲۱       | مکلیستر      | ۱۹۰۷  | ۴۵٬۸۳۷  | ۱٬۳۰۶ مایل‌مربع |      |
| پانتوتوک  | ۱۲۳       | ایدا         | ۱۹۰۷  | ۳۷٬۴۹۲  | ۷۲۰ مایل‌مربع   |      |
| پاتواتومی | ۱۲۵       | شانی         | ۱۸۹۱  | ۶۹٬۴۴۲  | ۷۸۸ مایل‌مربع   |      |
| پوشماتاها | ۱۲۷       | انتلر        | ۱۹۰۷  | ۱۱٬۵۷۲  | ۱٬۳۹۷ مایل‌مربع |      |
| راجر میلز | ۱۲۹       | شاین         | ۱۸۹۵  | ۳٬۶۴۷   | ۱٬۱۴۲ مایل‌مربع |      |
| راجرز     | ۱۳۱       | کلیرمر       | ۱۹۰۷  | ۸۶٬۹۰۵  | ۶۷۵ مایل‌مربع   |      |
| سمینول    | ۱۳۳       | ووکا         | ۱۹۰۷  | ۲۵٬۴۸۲  | ۶۳۲ مایل‌مربع   |      |
| سکویا     | ۱۳۵       | سلیساو       | ۱۹۰۷  | ۴۲٬۳۹۱  | ۶۷۴ مایل‌مربع   |      |
| استیونس   | ۱۳۷       | دانکن        | ۱۹۰۷  | ۴۵٬۰۴۸  | ۸۷۷ مایل‌مربع   |      |
| تگزاس     | ۱۳۹       | گویمون       | ۱۹۰۷  | ۲۰٬۶۴۰  | ۲٬۰۳۷ مایل‌مربع |      |
| تیلمن     | ۱۴۱       | فردریک       | ۱۹۰۷  | ۷٬۹۹۲   | ۸۷۲ مایل‌مربع   |      |
| تالسا     | ۱۴۳       | تالسا        | ۱۹۰۷  | ۶۰۳٬۴۰۳ | ۵۷۰ مایل‌مربع   |      |
| وگنر      | ۱۴۵       | وگنر         | ۱۹۰۷  | ۷۳٬۰۸۵  | ۵۶۳ مایل‌مربع   |      |
| واشینگتن  | ۱۴۷       | بارتلزویل    | ۱۹۰۷  | ۵۰٬۹۷۶  | ۴۱۷ مایل‌مربع   |      |
| وشیتا     | ۱۴۹       | کوردل        | ۱۸۹۷  | ۱۱٬۶۲۹  | ۱٬۰۰۴ مایل‌مربع |      |
| وودز      | ۱۵۱       | آلوا         | ۱۸۹۳  | ۸٬۸۷۸   | ۱٬۲۸۷ مایل‌مربع |      |
| وودوارد   | ۱۵۳       | وودوارد      | ۱۸۹۳  | ۲۰٬۰۸۱  | ۱٬۲۴۲ مایل‌مربع |      |